# Experimentele archeologie

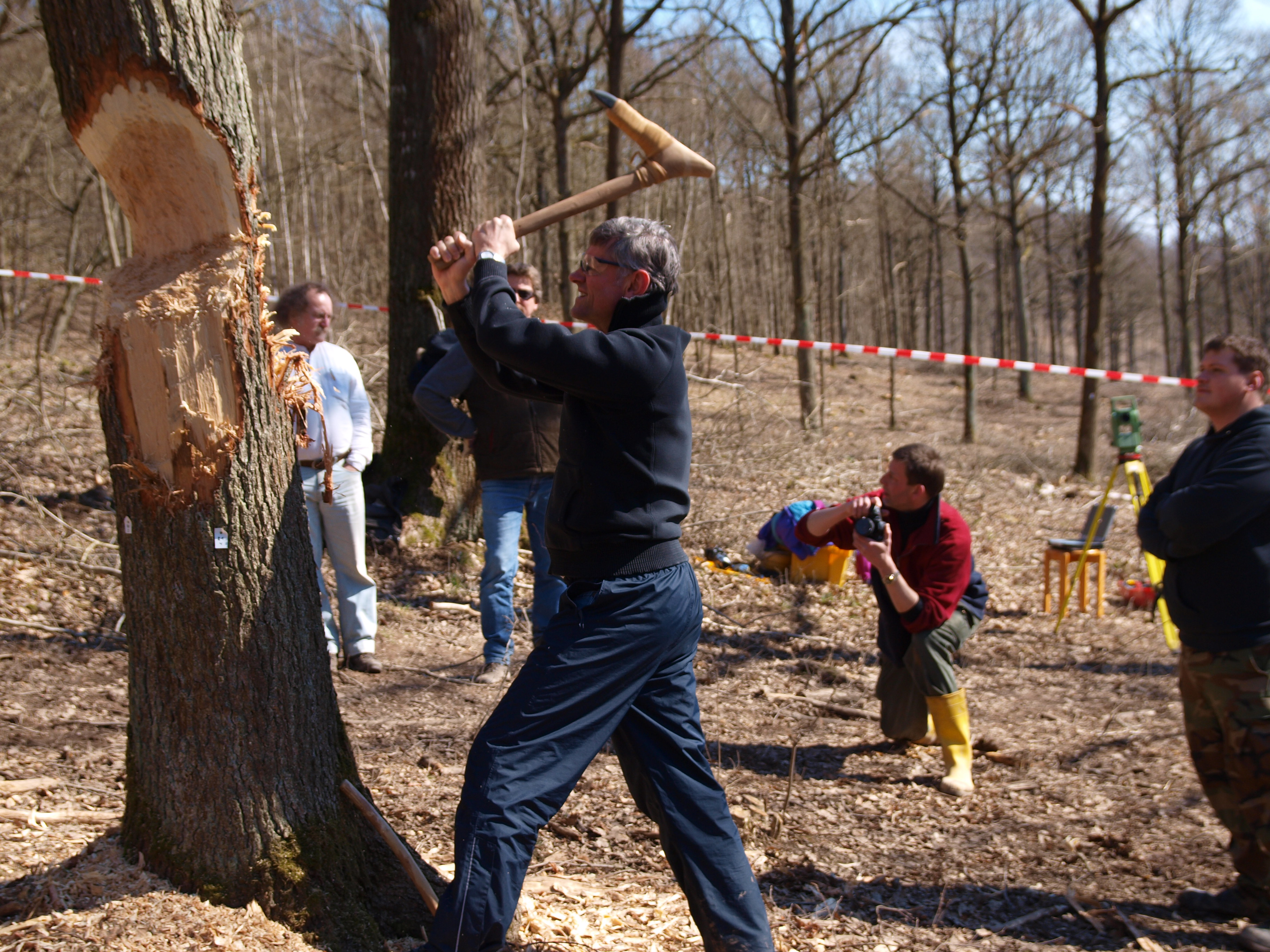
Het hakken met een gereconstrueerde bijl uit ca. 5000 v.C. wordt geregistreerd en geanalyseerd. De bedoeling is een vergelijking mogelijk te maken met sporen op archeologische vondsten.

Experimentele archeologie houdt in dat feiten, theorieën en veronderstellingen uit de archeologische wetenschap door middel van experimenten in de praktijk worden getoetst. Het wordt bijvoorbeeld gebruikt om te verklaren waar en hoe voorwerpen werden gebruikt, welke hoeveelheid gewassen er nodig is om een nederzetting in leven te houden; hoeveel arbeidstijd dat kost en hoe gebouwen vroeger gebouwd konden worden. Daarnaast wordt experimentele archeologie gebruikt om het verleden her te beleven aan de hand van leefexperimenten.

## Ontstaan in Nederland
Experimentele archeologie werd bekend door het leefexperiment in 1976 van Roelof Horreüs de Haas in de Flevopolder. Tijdens dit experiment werd er enkele weken geleefd als in de steentijd (5000 v.Chr.). In 1982 werd door De Haas een reconstructie getoond van een bronstijdboerderij op de Floriade in Amsterdam-Zuidoost. Als gevolg van de eerste leefexperimenten werden, ook in het kader van milieu-educatie, diverse (pre-)historische 'belevingsterreinen' opgezet in Nederland.
Experimentele archeologie is in de loop der jaren uitgegroeid tot een serieuze methode van zowel wetenschappers als amateurs. Zo heeft de Nederlandse Jeugdbond voor Geschiedenis (NJBG) in 1982 de Werkgroep Experimentele Archeologie (WEA) opgericht. Deze jongerenorganisatie houdt zich bezig met levende geschiedenis en experimentele archeologie. In 1991 is de Vereniging voor Archeologische Experimenten en Educatie (VAEE) opgericht, een overkoepelend orgaan voor instellingen en geïnteresseerden.
Het Kasteel van Guédelon in Bourgondië is een bekende plek voor experimentele archeologie.

## Levende geschiedenis
Naast experimentele archeologie bestaat er op dit gebied ook de zogenoemde levende geschiedenis en re-enactment of reënscenering. Levende geschiedenis is een vorm van experimentele archeologie waarbij men probeert het leven van toen na te bootsen om zelf als individu iets te leren, een historische ervaring op te doen zonder wetenschappelijke bedoeling. Levende geschiedenis wordt dan ook vooral beschouwd als hobby of vermaak en gebeurt ook regelmatig voor publiek. Re-enactment is nog meer gericht op het hobby- en vermaakgedeelte en gaat gepaard met het opvoeren van voorstellingen. Het doel is meestal het heropvoeren van een bepaalde gebeurtenis, vaak een veldslag.